# Jason Robinson
Jason Thorpe Robinson (Leeds, 30 luglio 1974), è un ex rugbista a 13 e a 15 e allenatore di rugby britannico nazionale di 13 per la Gran Bretagna e l'Inghilterra e di 15 per l'Inghilterra, che con il ruolo di estremo - ala raggiunse la finale della Coppa del Mondo 1995 di rugby a 13 e vinse la Coppa del Mondo 2003 di rugby a 15. È uno dei pochissimi giocatori dell'era moderna ad avere ottenuto risultati di rilievo in entrambe le varianti della disciplina rugbistica e l'unico ad avere disputato una finale internazionale in ciascuna di esse.

## Biografia

### Attività nel rugby a 13
Jason Robinson, nativo di Leeds, iniziò l'attività rugbistica nella specialità a XIII nel 1991 con l'Hunslet, squadra della sua città.
Si segnalò subito quale ala molto rapida e prolifica, tanto da realizzare 59 punti nella sua prima stagione professionistica, a 18 anni ancora da compiere.
Nella stagione successiva si trasferì ai Wigan Warriors, squadra dell'area di Manchester, che all'epoca dominava la lega britannica di rugby a 13.
Con tale club, nel quale rimase 8 stagioni consecutive, Robinson vinse numerosi titoli nazionali e internazionali, tra cui cinque campionati del Regno Unito e una coppa del mondo per club.
Contemporaneamente arrivò anche la convocazione per il XIII del Regno Unito, con il quale Robinson prese parte alla Coppa del Mondo 1995, giungendo alla finale.
Nel 1996 il rugby a 15 aprì al professionismo, cosa questa che causò lo spostamento dei calendari di rugby a 13: la stagione, da invernale a cavallo di due annate, divenne estiva e, per tale motivo, Robinson decise di accettare di giocare per il Bath (XV) nella stagione invernale, continuando nel Wigan quella estiva.
Nel 2000, a causa di controversie sul suo contratto, il giocatore decise di lasciare il XIII per passare in via definitiva al XV.

### Attività nel rugby a 15
Nel 2000 Robinson firmò un contratto con il Sale, con cui esordì nel novembre di quello stesso anno. Con tale club vinse due European Challenge Cup e nel 2006 vinse la Premiership, divenendo così vincitore del campionato nazionale in entrambe le specialità.
Nel 2001 Robinson esordì in Nazionale inglese nel corso del Sei Nazioni di quell'anno, contro l'Italia, diventando il secondo rugbista a vestire la maglia della Rosa dopo quella di rugby a 13 del Regno Unito (il primo fu Barrie-Jon Mather nel 1999).
Quasi subito fu chiamato dai British Lions per il loro tour australiano del 2001.
Nel 2003 fu titolare fisso alla Coppa del Mondo in Australia e disputò tutti i sette incontri, segnando pure una meta in finale e dando un grosso contributo alla vittoria finale dell'Inghilterra.
Partecipò anche alla successiva Coppa nel 2007, anche se saltò circa tre settimane di torneo a causa di un infortunio occorsogli in occasione della pesante sconfitta subìta nella fase a gironi dal Sudafrica (0-36).
Recuperato per il quarto di finale contro l'Australia, disputò la successiva semifinale a Saint-Denis contro la Francia da capitano, per celebrare la sua 50ª partita.
L'ultimo incontro fu la finale, persa 6-15 contro, di nuovo, il Sudafrica.
Alla Coppa del Mondo Robinson partecipò da giocatore senza club, visto che aveva già annunciato il suo ritiro al termine della stagione 2006-07.
Il 13 aprile 2007 fu il giorno dell'ultimo incontro di club, come Robinson sperava: «…è stato un bel periodo quello al Sale, ma ora devo guardare avanti. Vorrei che la mia ultima partita fosse quella casalinga contro il Bath (l'altra squadra di rugby a 15 per cui Robinson giocò), per poter salutare e ringraziare tutti i tifosi».
L'ultima partita in assoluto di Robinson fu il 1º dicembre 2007 a Twickenham con la maglia dei Barbarians: la selezione britannica sconfisse il Sudafrica per 22-5.
La sua uscita al 67' fu sottolineata da una standing ovation del pubblico.
Già Membro dell'Ordine dell'Impero Britannico (MBE) dopo la vittoria in Coppa del Mondo, dal gennaio 2008 Robinson è stato nominato Ufficiale dello stesso Ordine (OBE).
Del 2010 è il ritorno in campo di Robinson con la maglia del Fylde, club di quarta divisione nazionale; dopo solo una stagione, conclusa con la promozione, tuttavia, è giunto il definitivo ritiro a causa di problemi al ginocchio da risolversi solo tramite un intervento chirurgico.
Tra il 2009 e il 2010 ha assunto l'incarico di allenatore-capo dei Sale Sharks; alla fine della stagione si dimise e il suo posto fu preso dal tecnico neozelandese Mike Brewer, mentre lo stesso Robinson ha assunto altri incarichi nello stesso club.

## Palmarès

### Rugby XIII
- World Club Challenge: 1
Wigan Warriors: 1993-94
- Campionati britannici: 5
Wigan Warriors: 1992-93, 1993-94, 1994-95, 1995-96, 1998
- Challenge Cup: 3
Wigan Warriors: 1992-93, 1993-94, 1994-95
- Regal Trophy: 3
Wigan Warriors: 1992-93, 1994-95, 1995-96
- Charity Shield: 1
Wigan Warriors: 1995-96

### Rugby XV
- Coppe del mondo: 1
Inghilterra: 2003
- Premiership: 1
Sale Sharks: 2005-06
- Challenge Cup: 2
Sale Sharks: 2001-02, 2004-05